# Heterogamisca simillima
Heterogamisca simillima är en kackerlacksart som först beskrevs av Lucien Chopard 1929.  Heterogamisca simillima ingår i släktet Heterogamisca och familjen Polyphagidae. Inga underarter finns listade i Catalogue of Life.